# Janusz Pawliszyn
Janusz Pawliszyn (* 16. Mai 1954 in Danzig) ist ein polnischer Chemiker. Er forscht an Chromatographieverfahren und entwickelte die Festphasenmikroextraktion.

## Leben
Pawliszyn wurden in Danzig geboren und studierte an der Technischen Universität Danzig, wo er 1977 seinen Bachelor und 1978 seinen Master erhielt. Für seine Promotion, die er 1982 abschloss, wechselte er an die Southern Illinois University Carbondale. Es folgte ein PostDoc-Aufenthalt an der University of Toronto, sowie verschiedene Station beginnend als Assistenzprofessor an der Utah State University bis hin zur vollen Professur an der University of Waterloo.

## Werk
Pawliszyn forscht an der Festphasenmikroextraktion (SPME), sowie Weiterentwicklungen der Methode wie BioSPME, SPME Cold fibre oder Dünnfilmmembranen. Für seine Forschung erhielt er unter anderem den Humboldt-Forschungspreis.